# Diocesi di Adriania
La diocesi di Adriania (in latino: Dioecesis Hadrianiensis in Hellesponto) è una sede soppressa del patriarcato di Costantinopoli e sede titolare della Chiesa cattolica.

## Storia
Adriania, corrispondente alla città di Dursunbey (fino al 1918 Balat), nel distretto omonimo della provincia di Balıkesir in Turchia, è un'antica sede episcopale della provincia romana dell'Ellesponto nella diocesi civile di Asia. Faceva parte del patriarcato di Costantinopoli ed era suffraganea dell'arcidiocesi di Cizico.
La diocesi è documentata nelle Notitiae Episcopatuum del patriarcato di Costantinopoli fino al XII secolo.
Diversi sono i vescovi noti di questa antica diocesi. Nel 434 il vescovo Proclo fu trasferito da Cizico al patriarcato di Costantinopoli; questo trasferimento suscitò le critiche di coloro che lo ritenevano contrario alle norme canoniche. Lo storico Socrate Scolastico, nella sua Historia ecclesiastica, difese la legittimità di quest'atto riportando una serie di precedenti, tra cui quello di Alessandro trasferito da Elenopoli di Bitinia a Adriania. Tuttavia è incerta l'attribuzione della sede di destinazione di Alessandro; lo stesso Le Quien assegna il vescovo Alessandro sia a Adriania in Ellesponto che a Adriani in Bitinia.
Davide prese parte al concilio di Calcedonia nel 451 e sottoscrisse nel 458 la lettera dei vescovi dell'Ellesponto all'imperatore Leone dopo la morte di Proterio di Alessandria. Cirico, Staurazio e Sisinnio presero parte rispettivamente al concilio ecumenico del 680, al concilio in Trullo del 692 e al concilio di Nicea del 787.
Alle prime otto sessioni del concilio di Costantinopoli dell'869-870 fu presente il vescovo Giorgio, che dovette morire durante il concilio; infatti alla 9º sessione (12 febbraio 870) la diocesi era rappresentata dal vescovo Nicola, il quale partecipò anche al concilio di Costantinopoli dell'879-880, che riabilitò il patriarca Fozio di Costantinopoli.
La sigillografia ha restituito i nomi dei vescovi Costantino, Giovanni, Metodio, Teofilatto e Leone. L'ultimo vescovo conosciuto di Adriania fu Basilio, che prese parte ad un sinodo presieduto dal metropolita Nicola il 9 maggio 1216.
La diocesi scomparve, come molte altre diocesi del patriarcato, dopo l'occupazione ottomana dell'Anatolia. Tuttavia sopravvisse una sparuta comunità di cristiani; ancora a cavallo tra XIX e XX secolo è documentata a Balat una chiesa dedicata a San Demetrio, in seguito andata distrutta.
Dal 1933 Adriania è annoverata tra sedi vescovili titolari della Chiesa cattolica; la sede è vacante dal 21 novembre 1981. Il titolo finora è stato assegnato a quattro vescovi: Ferdinando Guercilena, vicario apostolico di Kengtung in Cina; Antonio Iannucci, vescovo ausiliare di Penne-Pescara; Costanzo Micci, vescovo ausiliare di Larino; Gennaro Maria Prata Vuolo, vescovo ausiliare di La Paz in Bolivia.

## Cronotassi

### Vescovi greci
- Alessandro ? † (prima del 434)
- Davide † (prima del 451 - dopo il 458)
- Cirico † (menzionato nel 680)
- Staurazio † (menzionato nel 692)
- Sisinnio † (menzionato nel 787)
- Giorgio † (? - novembre 869 / febbraio 870 deceduto)
- Nicola † (novembre 869 / febbraio 870 - dopo l'879)
- Giovanni † (circa IX-X secolo)[7]
- Metodio † (seconda metà del X secolo)[8]
- Costantino † (circa X-XI secolo)[9]
- Teofilatto † (circa X-XI secolo)
- Leone † (XI secolo)[10]
- Basilio † (menzionato nel 1216)

### Vescovi titolari
- Ferdinando Guercilena, P.I.M.E. † (31 maggio 1950 - 1º gennaio 1955 nominato vescovo di Kengtung)
- Antonio Iannucci † (20 marzo 1955 - 15 febbraio 1959 nominato vescovo di Penne-Pescara)
- Costanzo Micci † (21 aprile 1959 - 11 novembre 1960 nominato vescovo di Larino)
- Gennaro Maria Prata Vuolo, S.D.B. † (9 dicembre 1960 - 21 novembre 1981 nominato arcivescovo di Cochabamba)